# Papillaria caldensis
Papillaria caldensis är en bladmossart som beskrevs av Johan Ångström 1876. Papillaria caldensis ingår i släktet Papillaria och familjen Meteoriaceae. Inga underarter finns listade i Catalogue of Life.